# 德克斯·本特利
弗蘭德里克·德克斯·本特利（Frederick Dierks Bentley，1975年11月20日—）是美國的一位鄉村音樂歌手。他迄今為止已經發行了九張個人專輯，並且多次獲得格萊美獎提名。